# Indukcyjnie wzbudzana plazma

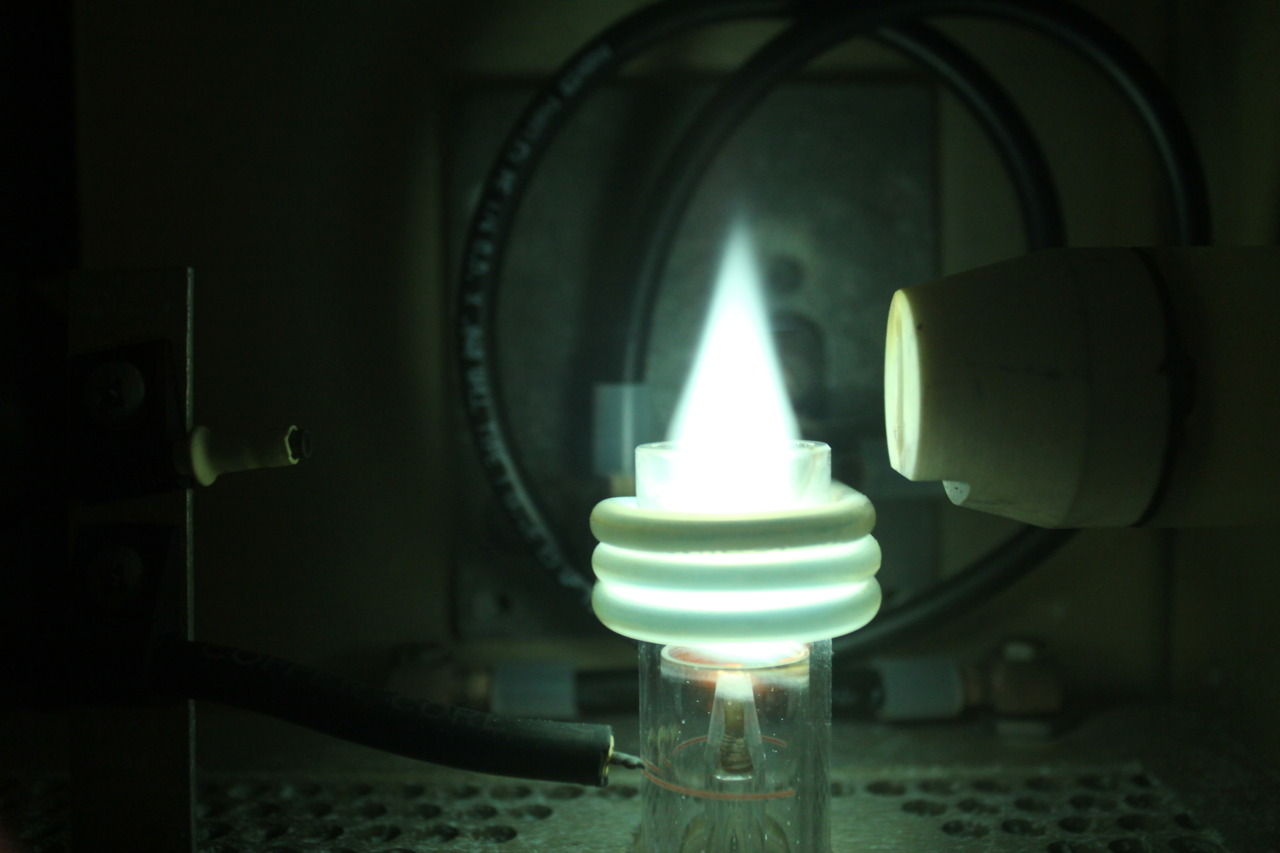
Argonowy palnik plazmy

Schemat budowy palnika indukcyjnego

Indukcyjnie wzbudzana plazma (ICP; ang. Inductively coupled plasma) – sposób uzyskiwania plazmy, w którym jest ona wytwarzana i podgrzewana indukcyjnie przez szybkozmienne pole elektromagnetyczne. W ten sposób uzyskana plazma może mieć temperaturę od 6000 K do 10 000 K, co jest porównywalne z temperaturą powierzchni Słońca. Energia jonizacji wynosi od kilku eV do 100 eV. Wyładowania ICP mają stosunkowo wysoką gęstość elektronową, rzędu 1015 cm−3. ICP znajduje szereg zastosowań w chemii analitycznej do oznaczania składu pierwiastkowego próbek metodami spektroskopii plazmowej.

## Zastosowania
- w atomowej spektroskopii emisyjnej (ICP-AES - Inductively coupled plasma atomic emission spectroscopy)
- w spektrometrii mas (ICP-MS - Inductively coupled plasma mass spectrometry)
- w technice analitycznej (ICP-RIE - Inductively coupled plasma reactive-ion etching)
- do wzbudzania gazu szlachetnego do stanu metastabilnego.

Techniki ICP charakteryzują się tym, że dzięki umieszczeniu elektrod wzbudzających poza komorą reakcyjną, eliminuje się możliwość zanieczyszczenia próbki materiałem elektrod. Stanowi to przewagę nad np. techniką CCP (capacitively coupled plasma), gdzie elektrody często są umieszczone wewnątrz reaktora i poddawane niszczącemu działaniu plazmy, co prowadzić może do zanieczyszczenia próbki i zafałszowania wyników.